# 安久澤ユノ
安久澤ユノ（あくざわ ユノ、1990年5月19日 - ）は、日本のタレント、グラビアアイドル。福岡県出身。
高校時代は、福岡県でブライダルモデルやランウェイモデルを行った。2015年3月発売の週刊プレイボーイでグラビアデビュー、反響の大きさより短期間に3回グラビアに登場した。巨乳になったのは20歳くらいからだという。同年6月20日秋葉原のソフマップアミューズメント館でファーストDVD発売イベントを行った。

## 作品

### DVD
1. Beautiful eyes （2015年06月25日）